# Grąpa
Grpa [ˈɡrɔmpa] (tiếng Đức: Grumpe) là một khu định cư ở khu hành chính của Gmina Manowo, thuộc quận Koszalin, West Pomeranian Voivodeship, ở phía tây bắc Ba Lan.